# 猪野瀬村
猪野瀬村（いのせむら）は福井県大野郡にあった村。現在の勝山市中心部の南方一帯にあたる。

## 地理
- 山岳 ： 大師山、三頭山
- 河川 ： 九頭竜川

## 歴史
- 1889年（明治22年）4月1日 - 町村制の施行により、猪野口村、若猪野村、上高島村、北市村、猪野村、片瀬村、猪野毛屋村、下毛屋村、下高島村及び畔川村の区域をもって、猪野瀬村が発足する。
- 1931年（昭和6年）4月15日 - 勝山町に編入する。